# Pachygnatha goedeli
Pachygnatha goedeli là một loài nhện trong họ Tetragnathidae.
Loài này thuộc chi Pachygnatha. Pachygnatha goedeli được miêu tả năm 1994 bởi Bosmans & Bosselaers.